# Банатско-српска војна крајина
Банатско-српска војна крајина, односно Банатско-српска војна граница или Српско-банатска војна крајина, односно Српско-банатска војна граница  била је војно-територијална јединица у саставу граничарског система Војне крајине у Аустријском царству и Аустроугарској монархији. Створена је 1850. године, обједињавањем дотадашње Банатске војне границе са крајишким територијама у Срему (Петроварадинска регимента) и Бачкој (Шајкашки батаљон). Команда и управа Банатско-српске војне границе налазила се у Темишвару, а њена територија се простирала дуж река Дунава и Саве. Постојала је све до 1873. године, када је резвојачена и укључена у жупанијски систем управе. Њено подручје данас највећим делом припада модерним државама Србији и Румунији, а мањим делом и Хрватској.
Највећи део становништва на подручју Банатско-српске војне крајине чинили су Срби и Румуни, а у мањем броју Немци, Мађари, Хрвати и Шокци као и припадници неких других народа. Становништво је највећим делом било православне (Срби и Румуни), а мањим делом римокатоличке и протестантске вероисповести (Немци, Мађари, Хрвати и Шокци).

## Историја
Све до 1850. године, подручје дотадашње Банатске војне границе у јужном Банату било је у командном и управном смислу одвојено од суседних крајишких територија у Срему и Бачкој (Петроварадинска регимента и Шајкашки батаљон). У склопу административне реорганизације која је спорведена након слома Мађарске револуције (1848-1849), аустријске  државне власти су 1850. године донеле одлуку о стварању обједињене Банатско-српске војне границе, која је поред дотадашње Банатске војне крајне обухватила и Петроварадинску регименту у Срему, као и Шајкашки батаљон у Бачкој. За првог заповедника Банатско-српске војне границе постављен је фелдмаршал Јохан Коронини, са седиштем у Темишвару.
Банатско-српска војна крајина делила се на пет војно-територијалних јединица:
- XIV Илирско-банатска регимента (такође позната и као Српско-банатска)
- XIII Влашко-банатска регимента (такође позната и као Румунско-банатска)
- XII Немачко-банатска регимента (такође позната и као Швапско-банатска)
- XI Петроварадинска регимента (такође позната и као Сремска)
- Шајкашки батаљон (такође познат и као Тителски батаљон)

Још након проглашења Српске Војводине (1848), народни прваци су захтевали укључивање западних делова старе Банатске војне крајне у састав јединствене српске самоуправне територије у тадашњој Аустријској царевини, али тај захтев није био испуњен, пошто новоустановљено Војводство Србија и Тамишки Банат (1849) није обухватило и војно-крајишка подручја, која су 1850. године ушла у саства новостворене Банатско-српске војне границе.
Банатско-српска војна крајина се на северу граничила са Војводином Србијом и Тамишким Банатом, на југу са Кнежевином Србијом, на југоистоку са Кнежевином Влашком, на североистоку са хабзбуршком Великом Кнежевином Трансилванијом, док се на крајњем западу граничила са Бродском региментом у саставу тадашње Хрватско-славонске војне крајине.
Такво стање је остало на снази све до 1860. године, када је Војводство Србија и Тамишки Банат укинуто и прикључено Краљевини Угарској. Након тога, Банатско-српска војна крајина је преостала као једина територијална јединица у Аустријској царевини која је још увек носила и српско име.
Територијални опсег Банатско-српске војне границе је сужен 1871. године, када је Петроварадинска регимента издвојена из њеног састава и прикључена суседној Хрватско-славонској војној крајини. Већ током 1872. године, аустроугарске државне власти су донеле одлуку о потпуном укидању Банатско-српске војне границе, а процес развојачења је довршен 1873. године, када су дотадашња крајишка подручја у јужном Банату прикључена угарским жупанијама: Торонталској, Тамишкој и Северинској, док је територија развојаченог Шајкаког батаљона укључена у састав Бачко-бодрошке жупаније.